# Llista de químics
Un químic és un científic especialitzat en la química.
Llista de químics famosos:
| Índex A B C D E F G H I J K L M N O P Q R S T U V W X Y Z |

## A
- Emil Abderhalden, (1877-1950).
- Richard Abegg, (1869 - 1910).
- Friedrich Accum (1769-1838).
- Homer Burton Adkins (1892-1949).
- Peter Agre (1949-).
- Georgius Agrícola (1494-1555).
- Arthur Aikin (1773-1854).
- Adrien Albert (1907-1989).
- John Albery (1936-2013).
- Kurt Alder, (1902 - 1958).
- Sidney Altman (1939-)
- Christian B. Anfinsen (1916-1995).
- Angelo Angeli (1864-1931).
- Octavio Augusto Ceva Antunes (1731-1810).
- Anthony Joseph Arduengo III (1952-).
- Johann Arfvedson, (1792-1841).
- Anton Eduard van Arkel (1893-1975).
- Svante Arrhenius, (1859-1927), químic i físic.
- Larned B. Asprey (1919-2005).
- Francis William Aston, (1877 -1945).
- Amedeo Avogadro, (1776-1856), físic italià.
- Julius Axelrod, (1912 - 2004).

## B
- Stephen Moulton Babcock (1843-1931).
- Werner Emmanuel Bachmann (1901-1951).
- Leo Hendrick Baekeland, (1863 - 1944).
- Adolf von Baeyer, (1835 - 1917).
- Piero Baglioni (1952-).
- Hendrik Willem Bakhuis Roozeboom (1854-1907).
- Allen J. Bard (1933-)
- Neil Bartlett (1932-2008).
- Derek Barton (1877-1950).
- Fred Basolo (1920-2007).
- Antoine Baumé (1728-1804).
- Carl Josef Bayer (1847-1904).
- Johann Joachim Becher, (1635 - 1682).
- Friedrich Konrad Beilstein, (1838 - 1906).
- Joseph Achille Le Bel (1847-1930).
- Irina Beletskaya (1933-).
- Ronnie Bell (1907-1996).
- Francesco Bellini (1947-).
- Paul Berg (1926-).
- Friedrich Bergius (1884-1949).
- Marcellin Pierre Eugène Berthelot, (1827 - 1907).
- Claude Louis Berthollet, (1748 - 1822).
- Carolyn R. Bertozzi (1877-1950).
- Jons Jacob Berzelius, (1779-1848).
- Johannes Martin Bijvoet (1892-1980).
- Joseph Black (1728-1799).
- Dale L. Boger (1953-).
- Paul-Émile Lecoq de Boisbaudran (1838-1912).
- Jan Boldingh (1915-2003).
- Alexander Borodin (1833-1887).
- Hans-Joachim Born (1909-1987).
- Carl Bosch, (1874 -1940).
- Octave Boudouard (1872-1923).
- Jean-Baptiste Boussingault (1801-1887).
- E. J. Bowen (1898-1980).
- Humphry Bowen (1929-2001).
- Paul D. Boyer (1918-).
- Robert Boyer (1909-1989).
- Robert Boyle (1627-1691).
- Henri Braconnot (1780-1855).
- Hennig Brand (1669).
- Ronald Breslow (1931-)
- Johannes Nicolaus Brønsted, (1879 - 1947).
- Herbert C. Brown (1912-2004).
- Eduard Buchner (1860-1917).
- Stephen L. Buchwald (1955-)
- Robert Wilhelm Bunsen, (1811-1899), químic i inventor alemany.
- William Merriam Burton (1865-1954).
- Adolf Butenandt (1903-1955).
- Aleksandr Mikhailovich Butlerov, (1828 - 1886).

## C
- Auguste André Cahours, (1813 - 1891).
- Melvin Calvin, (1911 - 1997).
- Constantin Cândea (1887-1991).
- Stanislao Cannizzaro, (1826 - 1910).
- Georg Ludwig Carius (1829-1875).
- Heinrich Caro (1834-1910).
- Wallace Carothers (1896-1937).
- Henry Cavendish, (1731 - 1810).
- Thomas Cech (1947-).
- Martin Chalfie (1947-)
- Michelle Chang (1977-).
- Yves Chauvin (1930-).
- Michel Eugène Chevreul (1776-1889).
- Aaron Ciechanover (1947-).
- Giacomo Luigi Ciamician (1857-1922).
- Ludwig Claisen, (1851 - 1930).
- Benôit Pierre Emile Clapeyron, (1799 - 1864).
- Edward L. Cochran (1929-).
- Ernst Cohen (1869-1944).
- Elias James Corey (1928-).
- Robert Corey (1897-1971).
- Carl Ferdinand Cori (1896-1984).
- Gerty Cori (1896-1957).
- Charles D. Coryell (1912-1971).
- John Cornforth (1917-2013).
- F. Albert Cotton (1930-2007).
- Charles Coulson (1910-1974).
- Archibald Scott Couper, (1831 - 1892).
- James Crafts (1839-1917).
- Donald J. Cram (1919-2001).
- Sir William Crookes, (1832 - 1919).
- Paul J. Crutzen (1933-).
- Marie Curie, (1867-1934), física francesa d'origen polonès, estudiosa de la radiació nuclear.
- Pierre Curie (1859-1906).
- Robert Curl (1933-).
- Theodor Curtius (1857-1928).

## D
- John Dalton, (1766-1844), físic.
- Henrik Carl Peter Dam, (1895-1976), bioquímic danès, guanyador del Premi Nobel de Medicina el 1943.
- Vincenzo Dandolo (1758-1819).
- Samuel J. Danishefsky (1936-).
- Humphry Davy, (1778-1829).
- Raymond Davis, Jr. (1914-2006).
- Peter Debye, (1884-1966).
- Johann Deisenhofer (1943-).
- Francesco DeMaria (1928-).
- Sir James Dewar (1842-1923).
- François Diederich (1952-).
- Otto Diels (1876-1954).
- Robert Dirks (1978-2015).
- Edward Adelbert Doisy (1893-1986).
- Davorin Dólar (1921-2005).
- David Adriaan van Dorp (1915-1995).
- Herbert Henry Dow (1866-1930).
- Cornelis Drebbel (1572-1633).
- Vratislav Ducháček (1941-).
- Jean-Baptiste Dumas, (1800 - 1884).
- Davorin Dolar, (nascut el 1921)

## E
- Paul Ehrlich (1854-1915).
- Arthur Eichengrün (1867-1949).
- Manfred Eigen (1927-).
- Mostafa El-Sayed (1933-).
- Fausto Elhuyar (1755-1833).
- Conrad Elvehjem (1901-1962).
- Harry Julius Emeléus (1903-1993).
- Emil Erlenmeyer (1825-1909).
- Richard R. Ernst, (nascut el 1933), Premi Nobel de Química el 1991.
- Gerhard Ertl (1936-).
- Hans von Euler-Chelpin (1873-1964).
- Henry Eyring (1901-1981).

## F
- Michael Faraday, (1791-1867)
- Emil Hermann Fischer, (1852-1919)
- Franz Joseph Emil Fischer
- Carl Remigius Fresenius
- Alexander Naumovich Frumkin, (1895-1976), electroquímic

## G
- Charles Frédéric Gerhardt,(1816-1856).
- Ljubo Golic, (nascut el 1932).
- François Auguste Victor Grignard
- Thomas Graham
- William Hardin Graham

## H
- Fritz Haber, (1868-1934)
- Dusan Hadzi, (nascut el 1921)
- Otto Hahn, (1879-1968)
- John Haldane, bioquímic britànic.
- Charles Hatchett, (1765-1847), químic anglès, descobridor del niobi.
- Robert Havemann, (1910-1982)
- George de Hevesy, (1885-1966) Premi Nobel de Química el 1943.
- Friedrich Hoffmann, (1660-1742), físic i químic.
- Roald Hoffmann, (born 1937), químic americà d'origen polonès, Premi Nobel de Química el 1981.

## I
- Christopher Kelk Ingold

## J
- Frédéric Joliot-Curie
- Irène Joliot-Curie

## K
- Paul Karrer, (1889-1971), Premi Nobel de Química el 1937.
- Friedrich August Kekulé von Stradonitz, (1829-1896), químic orgànic alemany
- Heinrich Emil Albert Knoevenagel
- Adolph Wilhelm Hermann Kolbe, (1818-1884)
- Aleksandra Kornhauser, (nascuda el 1926)
- Harold Kroto, (nascut el 1939), químic anglès Premi Nobel de Química el 1996.

## L
- Irving Langmuir, (1851-1957), químic i físic.
- Auguste Laurent, (1807-1853).
- Antoine Laurent de Lavoisier, (1743-1794), francès, fundador de la Química moderna.
- Janez Levec, (nascut 1943)
- Primo Levi, (1919-1987), químic i novel·lista italià.
- Henry Louis Le Châtelier
- Justus von Liebig, (1803-1873), inventor i químic alemany
- Gilbert N. Lewis, (1875-1946), químic americà, famós pel model de l'enllaç químic que porta el seu nom.
- Martin Lowry, (1874-1936), químic britànic

## M
- Albert el Magne, (mort el 1280), (també conegut com a Sant Albert o Albert de Colònia), patró dels químics.
- Vladimir Vasilevich Markovnikov
- Lise Meitner, (1878-1968), físic
- Dmitri Ivànovitx Mendeléiev, (1834-1907), creador de la Taula periòdica
- John Mercer, (1791-1866), químic i industrialista
- Lothar Meyer, (1830-1895)
- Viktor Meyer
- Kurt Heinrich Meyer
- Alexander Mitscherlich, (1836-1918)
- Jacques Monod, (1910-1976), bioquímic, premi Nobel de Medicina el 1965.
- Robert S. Mulliken, (1896-1986), físic i químic teòric americà.

## N
- Isaac Newton, (1642-1727), científic i alquimista.

## O
- Joan Oró, (1923-2004), químic i bioquímic català
- Lars Onsager, (1903-1976), químic-físic, Premi Nobel de Química el 1968.
- Wilhelm Ostwald, (1853-1932), químic-físic, Premi Nobel de Química el 1909.

## P
- Paracelsus, (1493-1541), alquimista.
- Rudolph Pariser, (nascut el 1923), químic orgànic i teòric.
- Robert G. Parr, (nascut el 1921), químic teòric.
- Louis Pasteur, (1822-1895), bioquímic francès.
- Linus Pauling, (1901-1994), Premi Nobel de Química i de la pau.
- John A. Pople, (nascut el 1925), químic teòric, Premi Nobel de Química el 1998.
- Fritz Pregl, (1869-1930), Premi Nobel de Química el 1923.
- Vladimir Prelog, (1906-1998), Premi Nobel de Química el 1975.
- Joseph Priestley, (1733-1804)
- Ilià Prigogine, (1917-2003), Premi Nobel de Química el 1977.
- Joseph Louis Proust, (1754-1826), químic francès.

## R
- William Ramsay, (nascut el 1852), químic escocès
- Marij Rebek.
- Tadeus Reichstein, (1897-1996), Premi Nobel de Medicina el 1950.
- H. M. Rouell
- Leopold Ruzicka, (1887-1976), Premi Nobel de Química el 1939.

## S
- Maks Samec, (1844-1889).
- Carl Wilhelm Scheele, (1742-1786), químic pioner i descobridor de diversos elements.
- Glenn T. Seaborg, (1912-1999), físic atòmic.
- Nils Gabriel Sefström, (1787-1845).
- Nikolay Nikolayevich Semyonov, físic i químic, Premi Nobel de Química.
- Israel Shahak, (1933-2001)
- Søren Peter Lauritz Sørensen, (1868-1939), químic danès.
- Frederick Soddy, (1877-1956), químic britànic
- Branko Stanovnik, (nascut el 1938)
- Alfred Stock, (1876-1946)
- Theodor Svedberg, (1884-1971)
- Gilbert Stork
- Joan Serrano

## T
- Miha Tisler, (nascut el 1926)

## U
- Georges Urbain
- Harold Clayton Urey

## V
- Jacobus Henricus van't Hoff, (1852-1911) químic-físic holandès, Premi Nobel de Química el 1901.

- Artturi Ilmari Virtanen, (1895-1973)

## W
- John Ernest Walker
- Alfred Werner, (1866-1919), Premi Nobel de Química el 1913.
- Harvey W. Wiley, (1844-1930), americà.
- Friedrich Woehler, (1800-1882), químic alemany.
- William Hyde Wollaston, (1766-1828), químic anglès.
- Robert B. Woodward (1917-1979), Premi Nobel de Química el 1965.
- Kurt Wüthrich, (born 1938), Premi Nobel de Química el 2002.

## Z
- Ahmed Hassan Zewail
- Karl Ziegler
- Richard Adolf Zsigmondy